# Sunpoint

## Історія компанії
Компанія SunPoint IT Solutions була заснована з метою надання IT-рішень для бізнесу, зокрема в галузі управління бізнес-процесами та оптимізації роботи з клієнтами. Ідея створення компанії виникла з потреби у високоякісних та інноваційних рішеннях для оптимізації робочих процесів у середовищах Office 365, SharePoint та інших корпоративних платформах. Засновники компанії прагнули розробити інструменти, які б спрощували роботу з великим обсягом даних і допомагали автоматизувати процеси.

## Основні етапи розвитку компанії
SunPoint IT Solutions поступово розширювала портфоліо своїх продуктів і сферу діяльності. Серед ключових етапів — створення програмного забезпечення для управління робочими процесами, впровадження інструментів для автоматизації документообігу та розвитку рішень для інтеграції з Microsoft Office 365.
З кожним новим продуктом компанія вдосконалювала свої технології, враховуючи потреби клієнтів, що дозволило стати однією з провідних компаній у своїй сфері.

## Розширення послуг і ринків
SunPoint IT Solutions активно розширює свою присутність на міжнародних ринках, зокрема в країнах Європейського Союзу, США та Канаді. Завдяки високоякісному сервісу та адаптації продуктів до специфіки різних ринків компанія змогла зарекомендувати себе як надійного партнера для бізнесу в різних країнах. Її рішення широко використовуються як малими, так і великими підприємствами, які шукають способи підвищення ефективності роботи і зменшення витрат.

## Місія компанії і цінності
Місія SunPoint IT Solutions полягає в наданні ефективних IT-рішень для полегшення роботи бізнесу та підвищення продуктивності команд. Головні цінності компанії включають інноваційність, орієнтованість на клієнта, прозорість і відповідальність. SunPoint IT Solutions прагне створювати продукти, які не лише відповідають сучасним технологічним стандартам, а й враховують реальні потреби клієнтів.

## Послуги
Огляд ключових послуг, таких як розробка програмного забезпечення, інтеграція хмарних рішень, управління даними, підтримка Office 365 та Azure. SunPoint IT Solutions надає широкий спектр послуг, що включають розробку програмного забезпечення, інтеграцію хмарних рішень, управління даними та підтримку Office 365 і Azure. Компанія спеціалізується на створенні рішень, які допомагають оптимізувати робочі процеси та спрощують керування інформацією.
- Для хмарних рішень, процеси інтеграції з Microsoft 365. Компанія забезпечує інтеграцію хмарних сервісів Microsoft 365, надаючи можливість використовувати такі інструменти, як SharePoint і Teams для обміну даними та спільної роботи. SunPoint IT Solutions допомагає бізнесам у налаштуванні цих платформ та інтегруванні їх у поточні IT-інфраструктури. Платформи Office 365 та Azure дозволяють компаніям працювати в хмарному середовищі. SunPoint IT Solutions пропонує послуги налаштування, управління обліковими записами та безпекою, а також оптимізацію продуктивності для клієнтів.
- Підтримка SharePoint, Dynamics CRM та інших платформ. SharePoint і Dynamics CRM від Microsoft дозволяють централізовано зберігати, обробляти дані та керувати взаємовідносинами з клієнтами. SunPoint IT Solutions надає технічну підтримку, адаптацію функцій та інтеграцію цих платформ для ефективної роботи користувачів.

## Продукти

### Office 365 SunApprovals
- Особливості: інтеграція з SharePoint, Teams, Azure. Office 365 SunApprovals— це рішення для автоматизації та управління бізнес-процесами, яке інтегрується з платформами SharePoint, Teams і Azure. Продукт забезпечує можливість гнучко налаштовувати робочі потоки, надаючи інструменти для управління завданнями та доступом до інформації.
- Ключові функції: управління завданнями, налаштування доступів, гнучке налаштування робочих потоків.

- Управління завданнями для оптимізації процесів затвердження.

- Налаштування доступів для забезпечення безпеки даних.
- Гнучке налаштування робочих потоків для швидкого реагування на змінні бізнес-потреби.

- Переваги для бізнесу: економія коштів, спрощення процесів. SunApprovals сприяє зменшенню витрат, спрощенню управління та підвищенню продуктивності через інтеграцію з популярними платформами Microsoft, що підвищує ефективність командної роботи.

### SKTech
- Опис функціоналу, особливостей і сфер застосування. SKTech— це програмне рішення для управління бізнес-процесами та оптимізації робочих потоків у компаніях. Система дозволяє налаштовувати процеси для зручного обміну інформацією між відділами, забезпечуючи легку інтеграцію з іншими інструментами компанії. Вона підходить для управління проєктами, документами, а також для обробки великих обсягів даних у різних галузях, таких як фінанси, логістика та ритейл.
- Інтеграція з іншими системами компанії. SKTech легко інтегрується з платформами компанії, такими як CRM та ERP, забезпечуючи синхронізацію даних і автоматизацію процесів. Це дозволяє об'єднувати інформацію з різних джерел та створювати єдине інформаційне середовище, що підвищує прозорість і ефективність управління даними.

### NattyPets
- Призначення продукту та його унікальні особливості. NattyPets— це інноваційна онлайн-платформа, яка допомагає власникам домашніх тварин знайти виконавців для послуг вигулу та перетримки котів і собак. Платформа призначена для двох основних груп користувачів: власників тварин та виконавців, які пропонують свої послуги. Сервіс дозволяє легко створювати оголошення, відстежувати надані послуги та взаємодіяти через внутрішній чат. NattyPets спрямована на забезпечення зручного зв'язку між власниками та виконавцями, а також на забезпечення безпеки угод завдяки системі відгуків та оцінок.
- Зручність і простота: Платформа розроблена для того, щоб зробити процес пошуку послуг вигулу та перетримки максимально простим для власників тварин і виконавців.
- Інтерактивний підхід: За допомогою карти користувачі можуть легко знаходити послуги поблизу, а інтегрована система чату сприяє швидкому вирішенню всіх питань.
- Безпека угод: Система оцінок і відгуків створює надійний механізм для побудови репутації користувачів, що підвищує загальну безпеку угод на платформі.
- Гнучкість у роботі з календарем: Власники можуть бачити всі свої активні замовлення в календарі, що дозволяє зручно відслідковувати послуги та дати.
- Ефективність для виконавців: Виконавці можуть легко знаходити замовлення поблизу, що дозволяє їм ефективніше планувати робочий час і виконувати більше замовлень.

### LTOP
- Особливості продукту та функціонал. Ltop є важливою платформою для купівлі-продажу вживаної техніки, зокрема ноутбуків, смартфонів та іншої електроніки.
- Основні категорії товарів:

- Платформа пропонує широкий вибір електроніки, включаючи ноутбуки, планшети, смартфони, а також інші пристрої.
- Спеціалізується на вживаній техніці, що робить його популярним серед тих, хто шукає бюджетні варіанти або бажає продати техніку, якою вже не користується.

## Технології та інновації
- Інтеграція штучного інтелекту, зокрема використання API OpenAI. Sunpoint IT Solutions активно використовує штучний інтелект, зокрема API OpenAI, для автоматизації роботи з даними, створення рекомендацій та оптимізації процесів.
- Використання блокчейн-технологій для захисту даних. Компанія впроваджує блокчейн-рішення для збереження конфіденційності та забезпечення прозорості транзакцій, що є важливим для сучасних ІТ-платформ.
- Інноваційні підходи до роботи з великими даними та аналітикою. Розробка та впровадження алгоритмів для роботи з великими даними допомагають бізнесу приймати обґрунтовані рішення, ґрунтуючись на комплексному аналізі.
- Приклади розроблених технологій і їх вплив на бізнес. Sunpoint IT Solutions розробила кілька платформ для клієнтів, які дозволили скоротити операційні витрати, підвищити продуктивність і вивести їхні бізнеси на новий рівень.

Проекти та кейси
- Успішні кейси співпраці з міжнародними клієнтами. Компанія успішно співпрацює з клієнтами у сфері фінансів, роздрібу та логістики, впроваджуючи ІТ-рішення, які підвищують ефективність їхніх операцій.
- Хмарні рішення. Sunpoint IT Solutions спеціалізується на впровадженні хмарних технологій, адаптуючи їх до потреб підприємств різних галузей, що дозволяє забезпечити доступність даних і масштабованість.
- Кастомізація продуктів. Компанія розширює функціональність своїх продуктів під індивідуальні запити клієнтів, що сприяє глибшій інтеграції рішень у бізнес-процеси.

Клієнти та партнери
- Огляд клієнтської бази. Компанія співпрацює з клієнтами з різноманітних галузей, включаючи медицину, фінанси, роздріб та промисловість. Її рішення використовуються як малим бізнесом, так і великими корпораціями.
- Партнерства. Sunpoint IT Solutions підтримує стратегічні партнерські відносини з Microsoft, Google Cloud та іншими технологічними гігантами, що забезпечує доступ до передових інструментів і ресурсів.
- Відгуки клієнтів. Позитивні відгуки клієнтів свідчать про високий рівень сервісу, професійність команди та результативність впроваджених рішень.

## Майбутнє компанії
- Плани розвитку та інновацій. Sunpoint IT Solutions продовжує інвестувати в дослідження та впровадження нових технологій, зокрема у сферах штучного інтелекту та хмарних обчислень.
- Розширення асортименту продуктів і послуг. У найближчі роки компанія планує додати нові інструменти для автоматизації бізнес-процесів та послуг для підприємств різного масштабу.
- Збільшення присутності на міжнародних ринках. Sunpoint IT Solutions активно працює над збільшенням своєї присутності на міжнародних ринках, та зміцнюючи співпрацю з глобальними партнерами.